# Johannes Gerhardus Kramer
Johannes Gerhardus Kramer (10. prosince 1845, Groningen – 4. prosince 1903, Groningen) byl nizozemský fotograf a jeden z průkopníků v oboru ve městě Groningen společně s Johannesem Hinderikem Egenbergerem a Friedrichem Juliem von Kolkowem.

## Životopis
Kramer se narodil v Groningenu jako syn obchodníka s textilem Henderica Kramera (1808–1884) a jeho ženy Anny Kromové (1811–1882). Předpokládá se, že Kramer přišel do styku s fotografií v roce 1859 díky Loeku Saxemovi, putujícím daguerotypistovi, který dočasně založil studio v soukenickém obchodě jeho otce na Oude Boteringestraat. V roce 1868 otevřel studio se Sandersem v obchodě svého otce, který byl od té doby přesunut do Akerkhofu. Zpočátku tvořil převážně portrétní fotografie a společné fotografie skupin studentů. Kramer byl na chvíli stálým fotografem studentské asociace Vindicat. Kramer pracoval nejen v Groningenu, ale také v Assenu a okolí. Tyto fotografie byly publikovány v Assenu z roku 1870.
V roce 1875 se oženil s Jantje Everdinou Nienhuis (1849–1922). Z tohoto manželství se mimo jiné narodil syn Petrus Bernhardus (Piet) Kramer (1878–1952), který převzal obchod po smrti svého otce.
V roce 1876 získal Kramer stříbrnou medaili na výstavě v Utrechtu. O dva roky později získal spolu s malířem Eduardem Treissem stříbrnou medaili ve Veendamu na zemědělské výstavě u příležitosti 25. výročí zemědělské společnosti Veendam-Wildervank.
Od roku 1886 do roku 1889 měl Kramer ve městě svůj domov a studio na Academiepleinu, nedaleko Broerkerku. Je také jedním z prvních v Groningenu, který začal na této adrese prodávat fotografické potřeby. Během této doby začal dokumentovat stále více městských scenérií a architekt Cornelis Peters jej pověřil, aby fotografoval jeho železniční stanici v Nijmegenu (1894) a Hoofdpostkantooru v Amsterdamu (1898). Kramerovy fotografie použil Peters k ilustraci článků, které napsal pro Groningsche Volksalmanak. Kramer se více zaměřil na architektonickou fotografii a tuto reklamu také propagoval.
V roce 1894 otevřel v ulici Visschersstraat obchod s uměním a prodejnu fotografií. V roce 1902 se přestěhoval do Nieuwe Ebbingestraat. Kramer zemřel následující rok, krátce před svými padesátými osmými narozeninami.

## Galerie

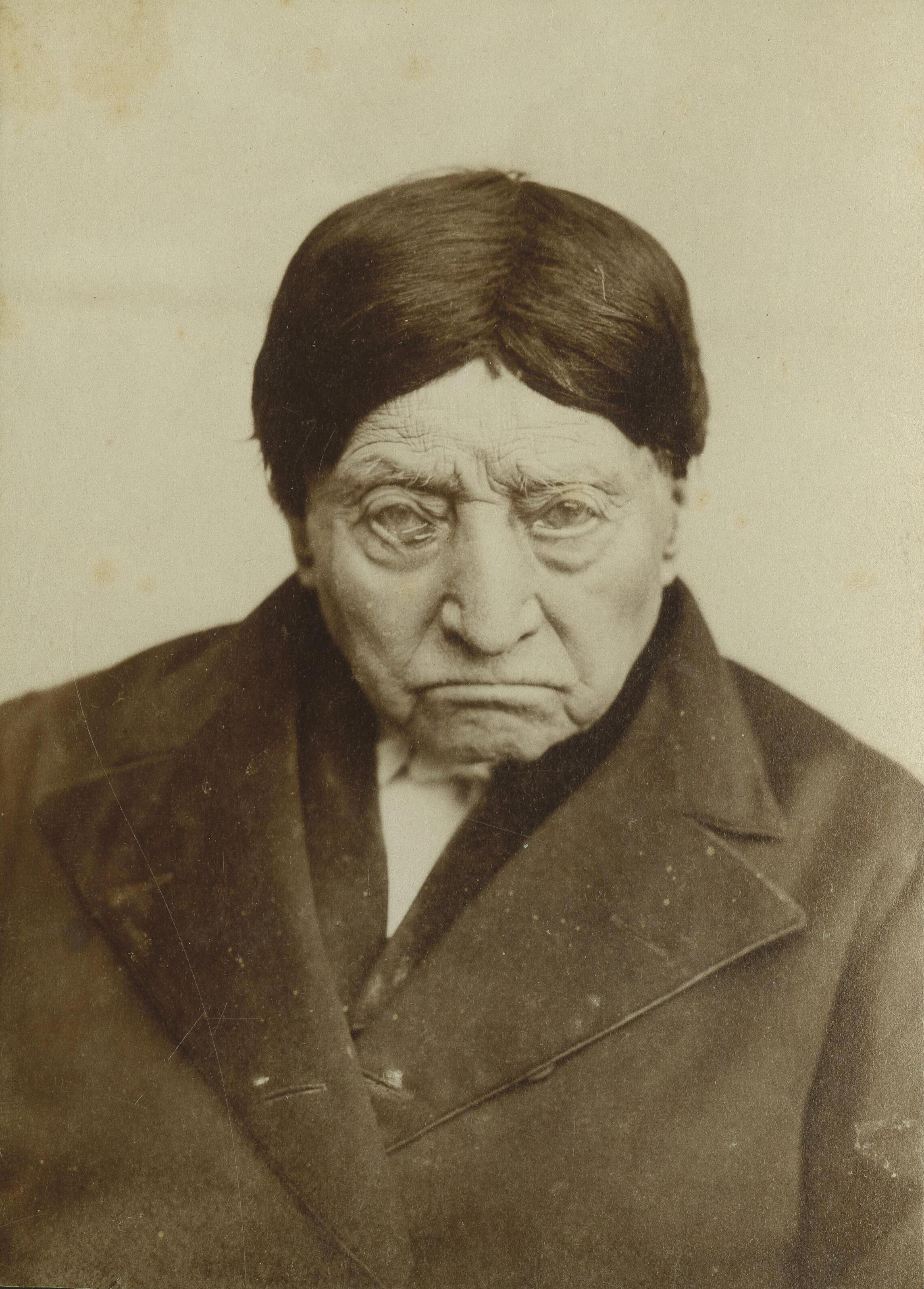
Stoletý Geert Adriaans Boomgaard, 1888
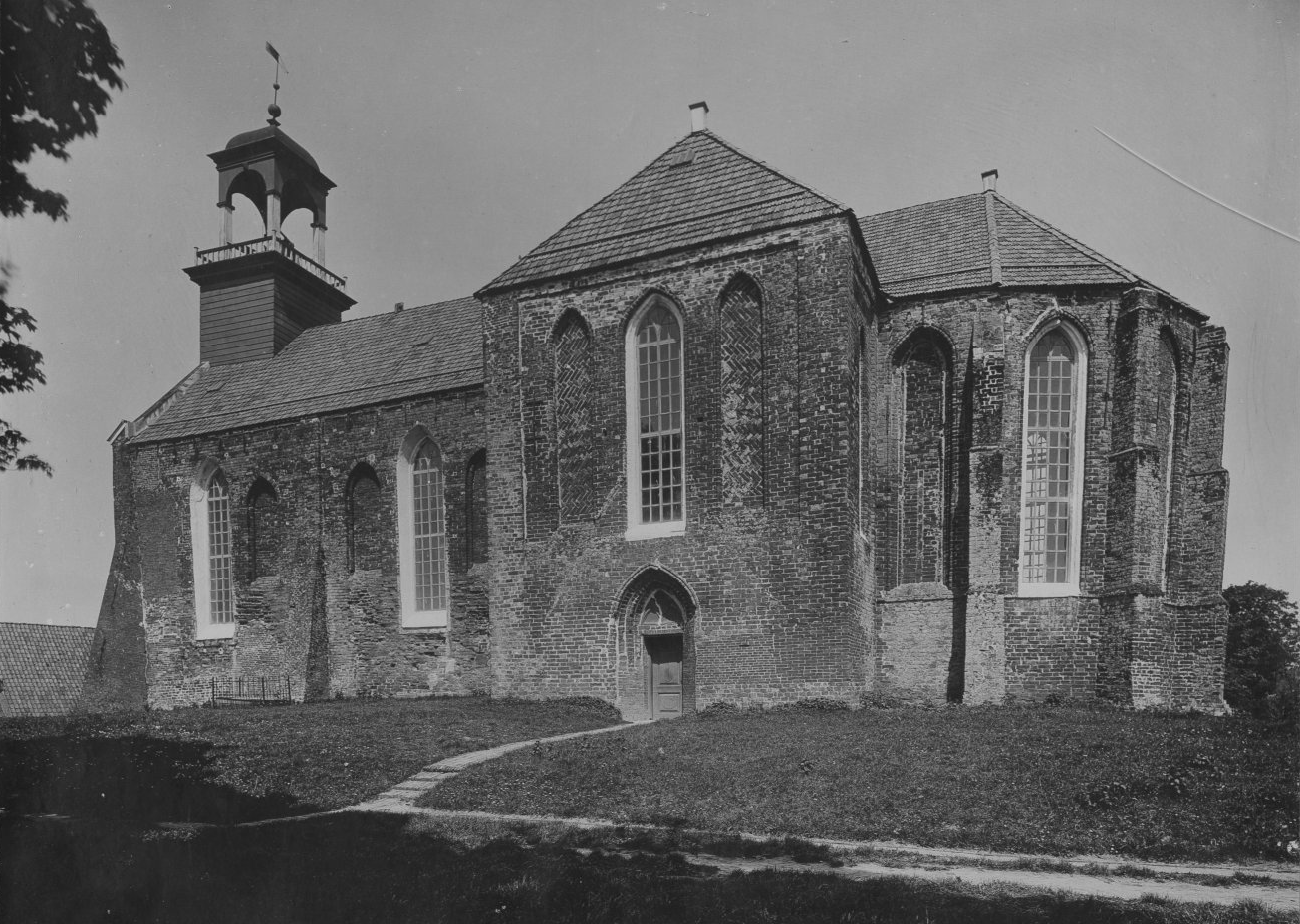
Kostel Kerk van Holwierde, 1889
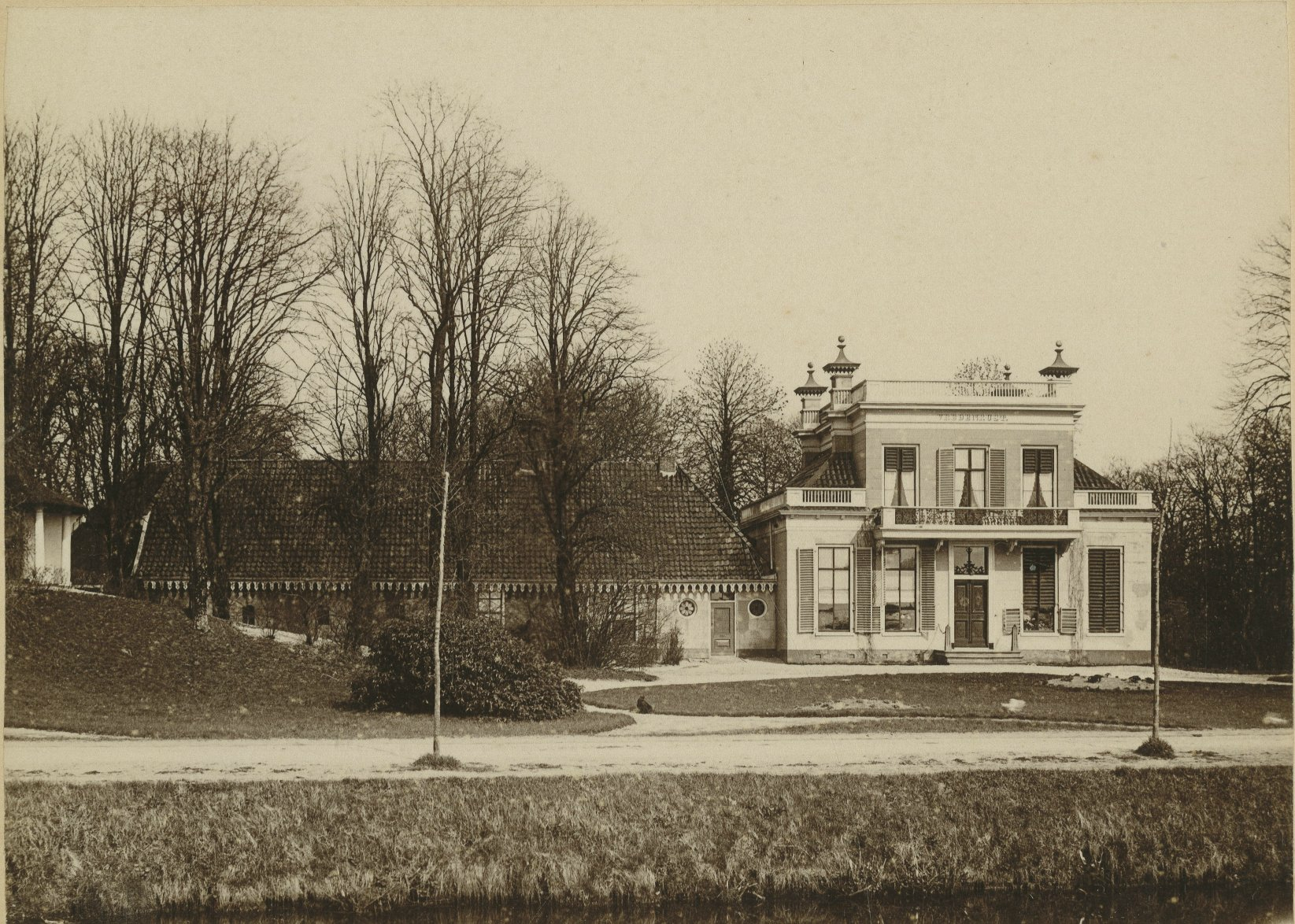
Veenborg Vrederust, Veendam
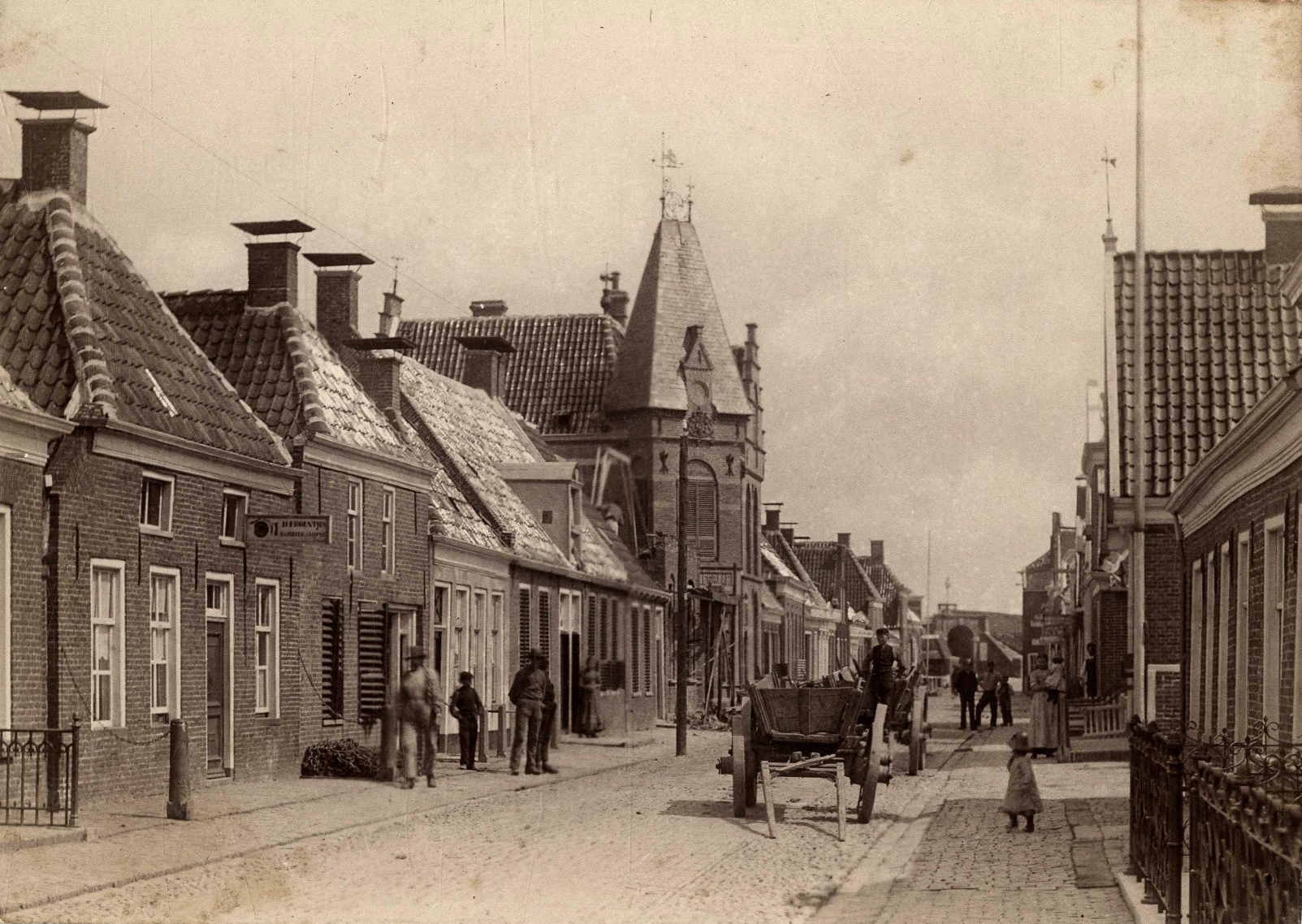
Ulice Waterstraat v Delfzijlu
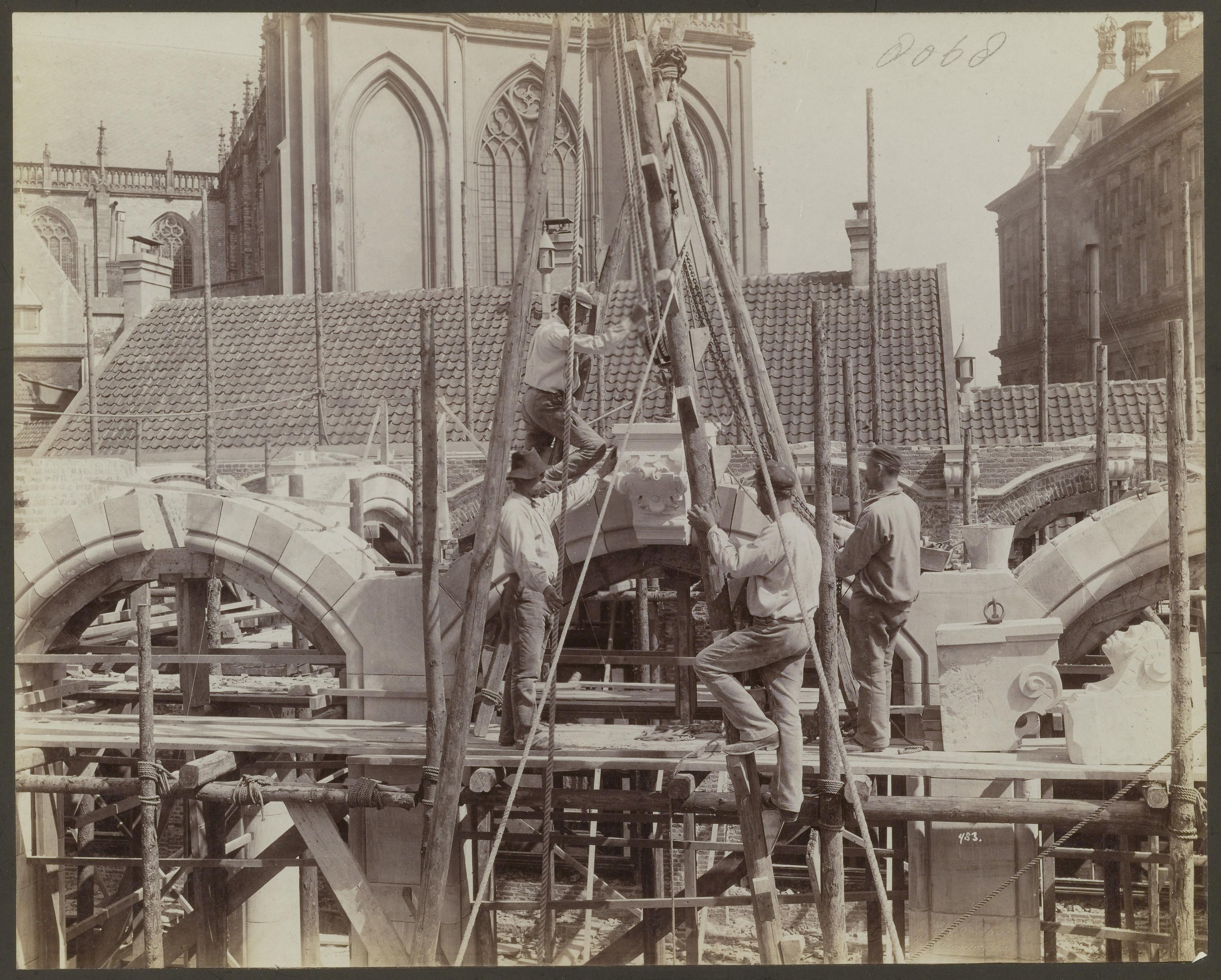
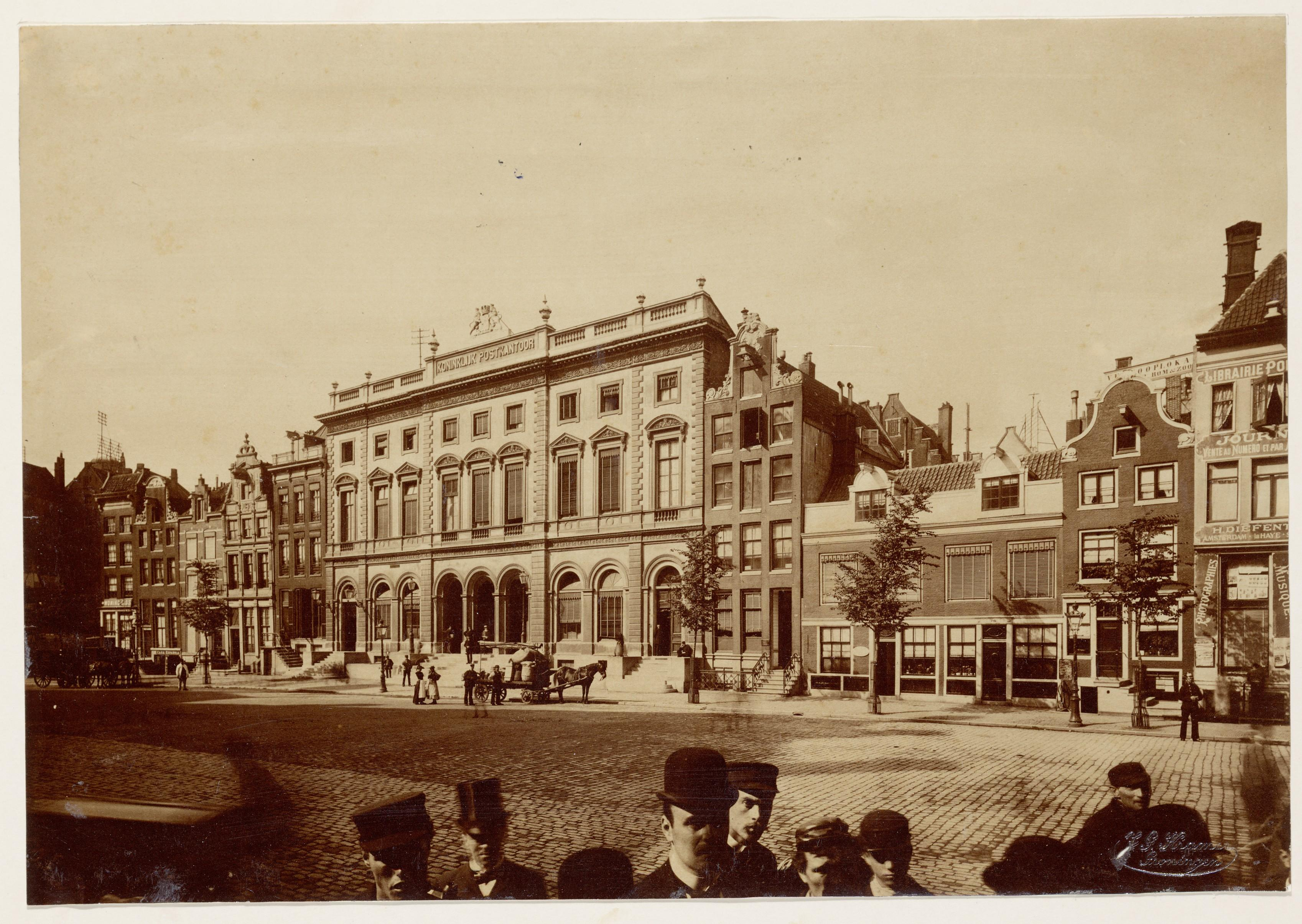
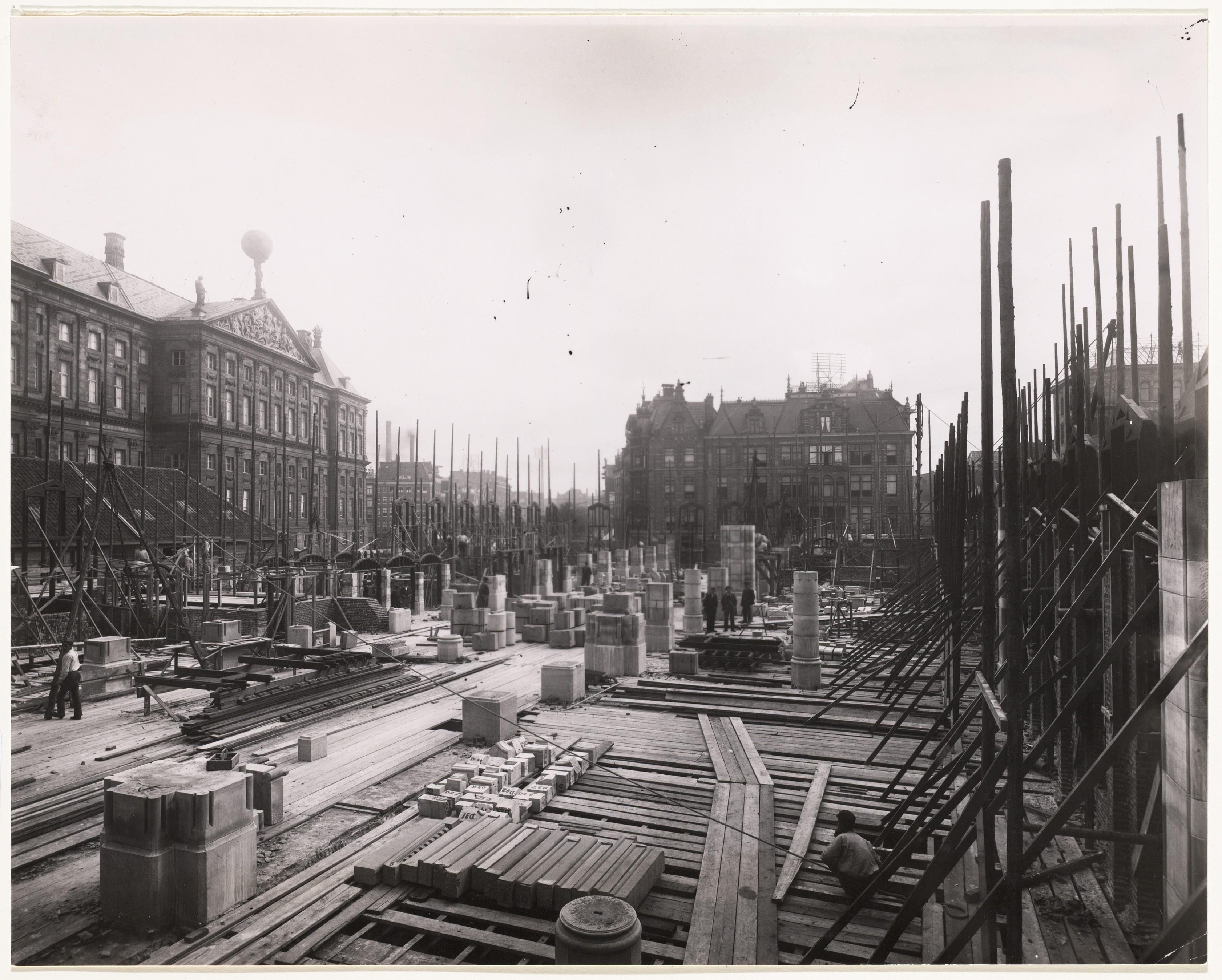
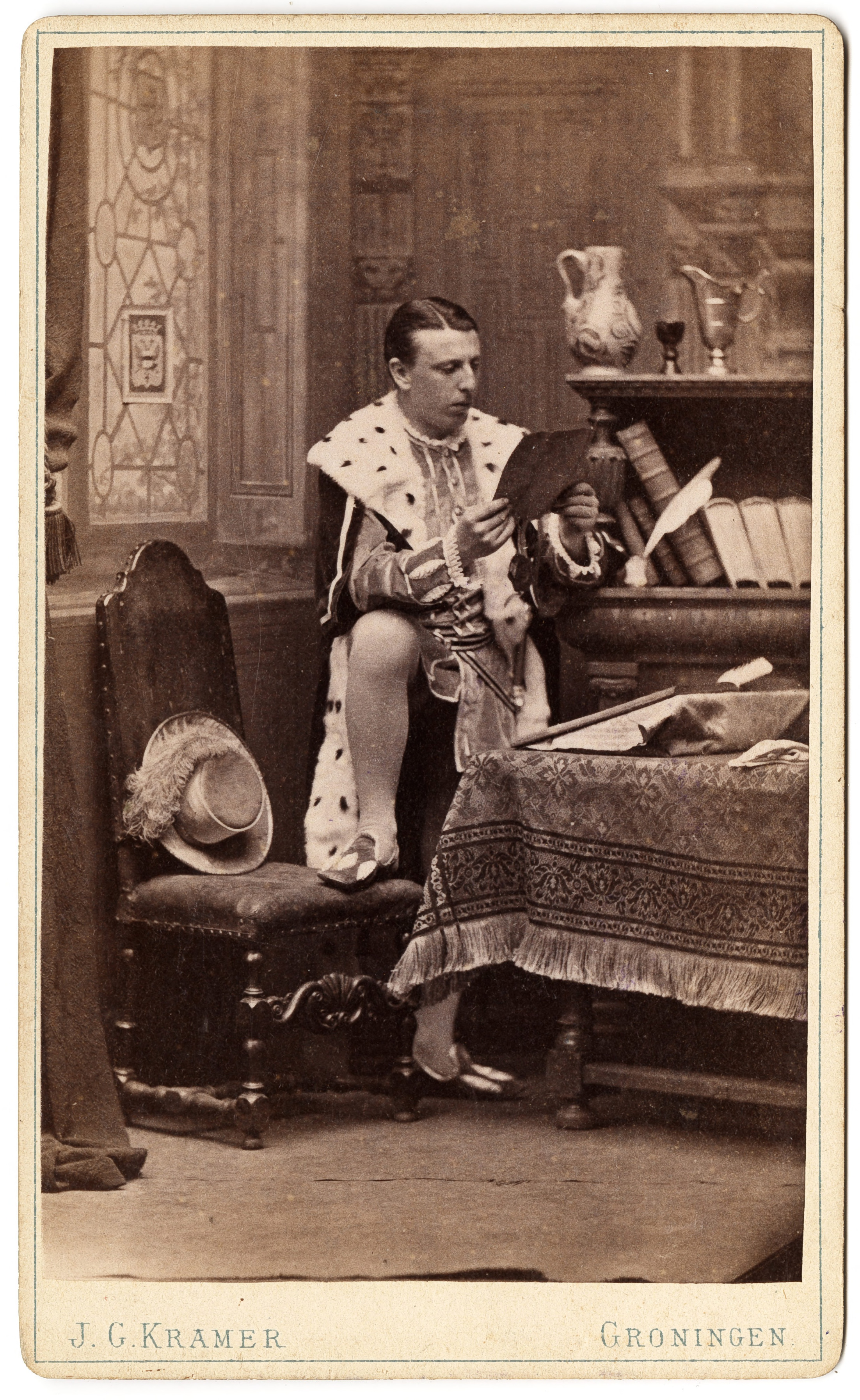
Willem Augustus Alphonsus Hecker, 1879
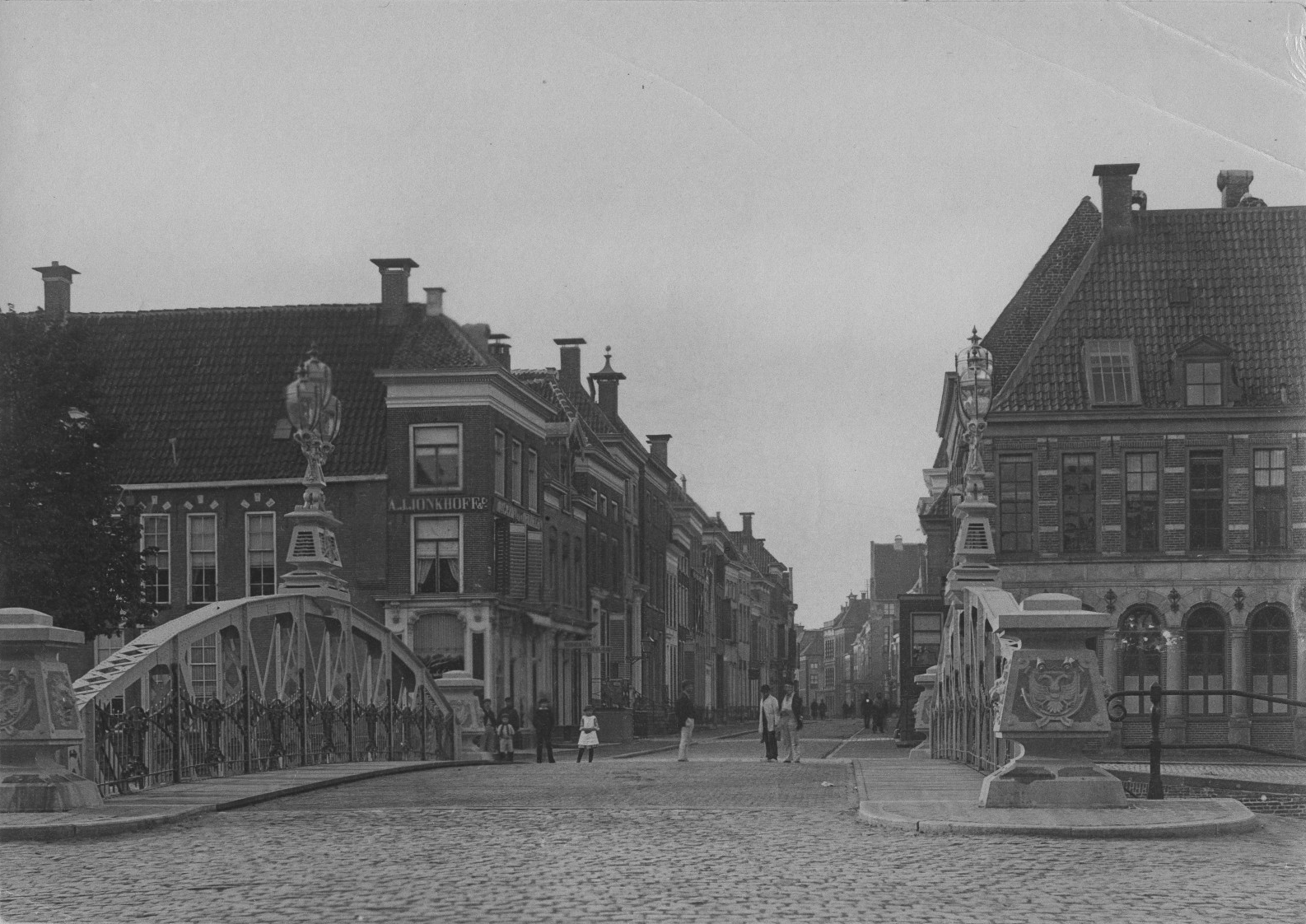
Boteringebrug, asi 1899
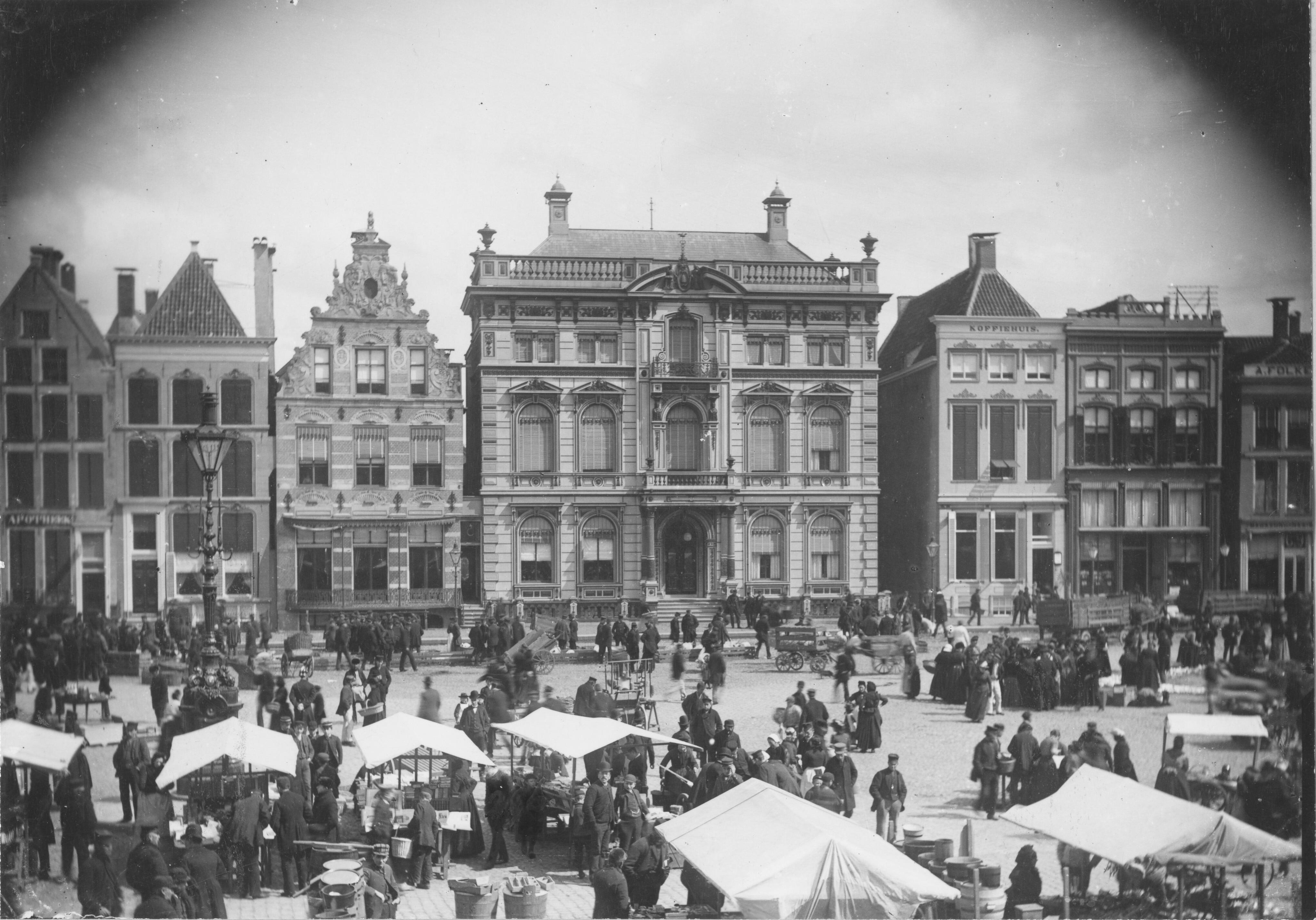
Trh na Scholtenhuis